# Колер, Кара
Кара Колер (англ. Kara Kohler; род. 20 января 1991, Клейтон, Калифорния) — американская гребчиха, выступает за сборную США по академической гребле начиная с 2010 года. Бронзовый призёр летних Олимпийских игр в Лондоне, чемпионка мира, победительница многих регат национального и международного значения.

## Биография
Кара Колер родилась 20 января 1991 года в городе Уолнат-Крик, штат Калифорния. В детстве серьёзно занималась плаванием, состояла в плавательном клубе во время учёбы в старшей школе.
Впоследствии поступила в Калифорнийский университет в Беркли и в 2009 году присоединилась к университетской команде по академической гребле «Калифорния Голден Беарс», в составе которой неоднократно принимала участие в различных студенческих регатах. В частности, в 2013 году в восьмёрках побеждала в первом дивизионе чемпионата Национальной ассоциации студенческого спорта. Позже проходила подготовку в Гребном тренировочном центре Соединённых Штатов в Принстоне.
Впервые заявила о себе в гребле на международной арене в 2010 году, выиграв золотую медаль в распашных рулевых восьмёрках на молодёжном мировом первенстве в Бресте.
Первого серьёзного успеха на взрослом международном уровне добилась в сезоне 2011 года, когда вошла в основной состав американской национальной сборной и выступила на чемпионате мира в Бледе, где получила золото в безрульных четвёрках. Также в этом сезоне отметилась победой в восьмёрках на этапе Кубка мира в Люцерне.
Благодаря череде удачных выступлений удостоилась права защищать честь страны на летних Олимпийских играх 2012 года в Лондоне — в составе парного четырёхместного экипажа, куда также вошли гребчихи Натали Делл, Меган Калмо и Эдриенн Мартелли, в главном финале пришла к финишу третьей позади команд из Украины и Германии — тем самым завоевала бронзовую олимпийскую медаль.
После лондонской Олимпиады Колер осталась в составе гребной команды США и продолжила принимать участие в крупнейших международных регатах. Так, в 2013 году на чемпионате мира в Чхунджу она заняла пятое место в парных четвёрках, в сезоне 2017 года повторила этот результат на домашнем мировом первенстве в Сарасоте.
В 2018 году в одиночках финишировала четвёртой на чемпионате мира в Пловдиве.